# John Williamson (chanteur)
Pour les articles homonymes, voir John Williamson (homonymie) et Williamson.
 (novembre 2017).
Si vous disposez d'ouvrages ou d'articles de référence ou si vous connaissez des sites web de qualité traitant du thème abordé ici, merci de compléter l'article en donnant les références utiles à sa vérifiabilité et en les liant à la section « Notes et références ».
John Robert Williamson (né le 1er novembre 1945 à Kerang, au Victoria) est un chanteur-compositeur-interprète de musique country australienne. 
Il est connu pour jouer dans les clubs d'anciens combattants Returned and Services League of Australia à travers le pays, il est devenu une icône que l'on appelle pour honorer la musique australienne lors d'événements nationaux. Williamson a sorti plus de trente-deux albums, dix vidéos, cinq DVD, et deux ouvrages lyriques. Il a reçu plus de vingt-trois Golden Guitar Awards aux Country Music Awards d'Australie et a remporté deux ARIA Awards for Best Record Pays australien. Beaucoup de ses albums sont devenus disque d'or ou de platine et d'autres continuent de le faire. Il a vendu plus de 2 000 000 d'albums rien qu'en Australie. Sa première chanson en 1970, Old Man Emu, est devenue no 1 et disque d'or. Un autre de ses classiques, Mallee Boy, est devenu triple platine et lui a valu un Aria Award.
Williamson a également joué dans un certain nombre de séries télévisées telles que This is Your Life. 

## Biographie

### Jeunesse
Williamson est né et a grandi dans la région du Mallee au nord-ouest du Victoria. Ses parents étaient tous deux artistes de scène. Williamson est l'aîné de cinq frères. Son attrait pour la musique country est venu de sa vie «dans les champs et pas sur le bitume des villes», ce qui fait qu'il est souvent appelé par son surnom «The Boy Mallee». Il a appris à jouer du ukulélé à l'âge de 7 ans et à 12 ans a été diplômé de guitare. Williamson a fait ses études à Scotch College de Melbourne. En 1965, la famille a déménagé à Croppa Creek, près de Moree, en Nouvelle-Galles du Sud où Williamson a commencé à jouer dans un restaurant local. 

### Début de carrière
Williamson a publié sa première chanson Old Man Emu en 1970 et il est devenu aussitôt Numéro 1 au palmarès de la musique australienne. Cette chanson a été pour beaucoup de gens son premier contact avec sa musique. L'album éponyme a suivi de peu la chanson. Ironiquement, ce nouveau Old Man Emu, n'a pas été bien reçu. Puisque Old Man Emu était sa seule chanson qui marchait à l'époque, il avait à la répéter deux à trois fois par spectacle. Il était influencé par les chanteurs Roger Miller et Rolf Harris. 
En 1973, il participe à sa première série télévisée Travelin' Out West qui a duré deux ans. Il a joué avec deux autres acteurs, Ricky & Tammy et Emma Hannah. Williamson a ensuite formé son premier groupe Crow. Ils jouèrent dans différents clubs et hôtels à travers toute l'Australie jusqu'en 1976 quand le groupe a changé de nom pour Sydney Radio. Williamson jouait dans le groupe déguisé en clown nommé Ludwig Leichhardt. Il a ensuite sorti son deuxième album, The Comic Strip Cowboy. Les ventes d'albums sont montés en flèche à partir de ce moment-là. Au cours de 1979, Sydney Radio ne réussit pas à s'imposer et Williamson rejoue seul. 
Depuis 1970, lorsqu'il a publié Old Man Emu, Williamson s'est lié d'une amitié étroite avec l'animateur de radio de Sydney John Laws qui appelle Williamson son « petit frère ». En 1977, Williamson enregistre et sort le single It's A Grab It While It's Kind Goin' Of Life, qui est son hommage musical à Laws. Jusqu'à la retraite de Laws, le 25 juin 2007, Williamson a écrit et réalisé une série de jingles pour l'émission radio de Laws le matin sur 2UE. Le dernier jingle radio pour Laws a été Hey good on ya Lawsie, you pulled the plug at last. 
Au début de 1978, Williamson sort sa première compilation de la série Country Greats. Elle est suivie plus tard dans l'année par son troisième album Road To Town auquel ont contribué une poignée d'autres musiciens dont Tommy Emmanuel. 

### Carrière dans les années 1980
Au début des années 1980, la carrière de Williamson lui attire de nombreux fans qui viennent assister à ses concerts et écouter ses chansons qui rencontrent le succès. Il enregistre une chanson en hommage à l'ANZAC appelée Diggers Of The ANZAC (This Is Gallipoli) qui a été bien reçue et commercialisée avec Hawkesbury River Lovin’. Avant de produire ces deux chansons, Williamson avait rencontré Pixie Jenkins, un joueur de violon talentueux. Ils sont devenus amis et ont fait des tournées ensemble pendant plusieurs années. Williamson a ensuite été invité à écrire une chanson The Breaker pour le film Breaker Morant. En 1982, Williamson sort une première version de l'une de ses chansons, True Blue, et l'incorpore dans une compilation du même nom, en y ajoutant le Best Of John Williamson. 
Plus tard dans l'année, il sort un autre album Fair Dinkum JW, reprenant les vieilles ballades australiennes  célèbres telles que With My Swag Upon My Shoulder, Botany Bay et Brisbane Ladies, ainsi que des chansons qui lui étaient propres comme Country Football, Kill The Night and (You've Gotta Be) Fair Dinkum, un duo avec Karen Johns. Une chanson classique de cet album est Wrinkles. 
En 1983, Williamson sort son premier album live Singing in the Suburbs. C'est à partir de ce moment-là et jusqu'en 2000, qu'il interpréta certaines de ses chansons comiques en se faisant passer pour Tchad Morgan et Merv Currawong. Après le succès de Singing in the Suburbs, il sort un autre album live intitulé The Smell Of Leaves Gum l'année suivante. Il contenait un autre de ses classiques I’m Fair Dinkum. L'album inclut également une version en solo de Williamson du groupe Spectrum "I'll Be Gone", joué uniquement à la guitare et l'harmonica. 